# Holtgast
Holtgast ist eine Gemeinde in der Samtgemeinde Esens im Landkreis Wittmund in Niedersachsen. Die Gemeinde hatte 2016 etwa 1750 Einwohner und erstreckt sich auf einer Fläche von 24 Quadratkilometern. Der Name Holtgast steht für Wald (holt) auf der Geest (gast).

## Geografie

### Lage
Die Gemeinde liegt in der Ferienregion an der ostfriesischen Nordseeküste. Holtgast liegt an der Straße zwischen Esens und Dornum. Nahe bei dem Ferienort Holtgast befindet sich der Schafhauser Wald und die Stadt Esens.

### Gemeindeteile
Zur Gemeinde Holtgast gehören neben der Ortschaft Holtgast die Ortschaften Damsum, Fulkum und Utgast.

### Wüstungen
Auf dem Gebiet der Gemeinde liegen die Wüstungen Kloster Marienkamp und Kloster Pansath.

## Politik

### Gemeinderat und Bürgermeister
Der Rat der Gemeinde Holtgast besteht aus elf Ratsfrauen und Ratsherren. Dies ist die festgelegte Anzahl für die Mitgliedsgemeinde einer Samtgemeinde mit einer Einwohnerzahl zwischen 1001 und 2000 Einwohnern. Die elf Ratsfrauen und Ratsherren werden durch eine Kommunalwahl für jeweils fünf Jahre gewählt. Die aktuelle Amtszeit begann am 1. November 2016 und endet am 31. Oktober 2021.
Der Gemeinderat wählte das Gemeinderatsmitglied Gerhard Frerichs (Neue Liste) zum Nachfolger von Enno Ihnen als ehrenamtlichem Bürgermeister für die aktuelle Wahlperiode.
Die Kommunalwahl vom 12. September 2021 ergab das folgende Ergebnis:
| Partei                                                    | Anteilige Stimmen | Anzahl Sitze |
| --------------------------------------------------------- | ----------------- | ------------ |
| Freie Wählergemeinschaft Holtgast (FWH)                   | 25,70 %           | 3            |
| „Neue Liste“ Wählergemeinschaft für die Gemeinde Holtgast | 36,65 %           | 4            |
| Bündnis 90/Die Grünen                                     | 12,13 %           | 1            |
| SPD                                                       | 13,74 %           | 2            |
| Einzelbewerber                                            | 7,34 %            | 1            |

Die Wahlbeteiligung bei der Kommunalwahl 2021 lag mit 63,67 % über dem niedersächsischen Durchschnitt von 57,1 %. Zum Vergleich – die Wahlbeteiligung bei der Kommunalwahl 2016 lag mit 66,21 % deutlich über dem niedersächsischen Durchschnitt von 55,5 %. Bei der vorherigen Kommunalwahl vom 11. September 2011 lag die Wahlbeteiligung bei 60,17 %.

### Wappen
| | Blasonierung: „Das Wappen der Gemeinde Holtgast stellt in einem von Gold (Gelb) und Blau gespaltenen Schilde schräg gekreuzt einen Abtstab und zwei Kornähren, darunter einen Mühlstein in verwechselten Farben dar. Der Mühlstein ist unterlegt mit einem erniedrigten silbernen (weißen) Wellenbalken.“ |
| Wappenbegründung: Das Wappen verkörpert die aus vier Gemeinden Fulkum, Damsum, Utgast und Holtgast zusammengefasste neue Gemeinde Holtgast im Jahre 1972. Der Mühlstein steht für die historische Mühle im Ortsteil Fulkum. Der Wellenbalken ist Sinnbild der Nordseeküste und des Benser Tiefs in den Ortsteilen Damsum und Utgast. Der Abtstab symbolisiert das ehemals im Gebiet der alten Gemeinde Holtgast gelegene berühmte Kloster Marienkamp des Benediktinerordens mit dem Vorwerk Pansath. Die Kornähren verkörpern die ländliche,bäuerliche Struktur des ganzen Gebietes. Die Farben Gold und Blau zeigen die Verbundenheit der neuen Gemeinde Holtgast mit der Samtgemeinde Esens und dem Harlingerland. | |

### Baudenkmale

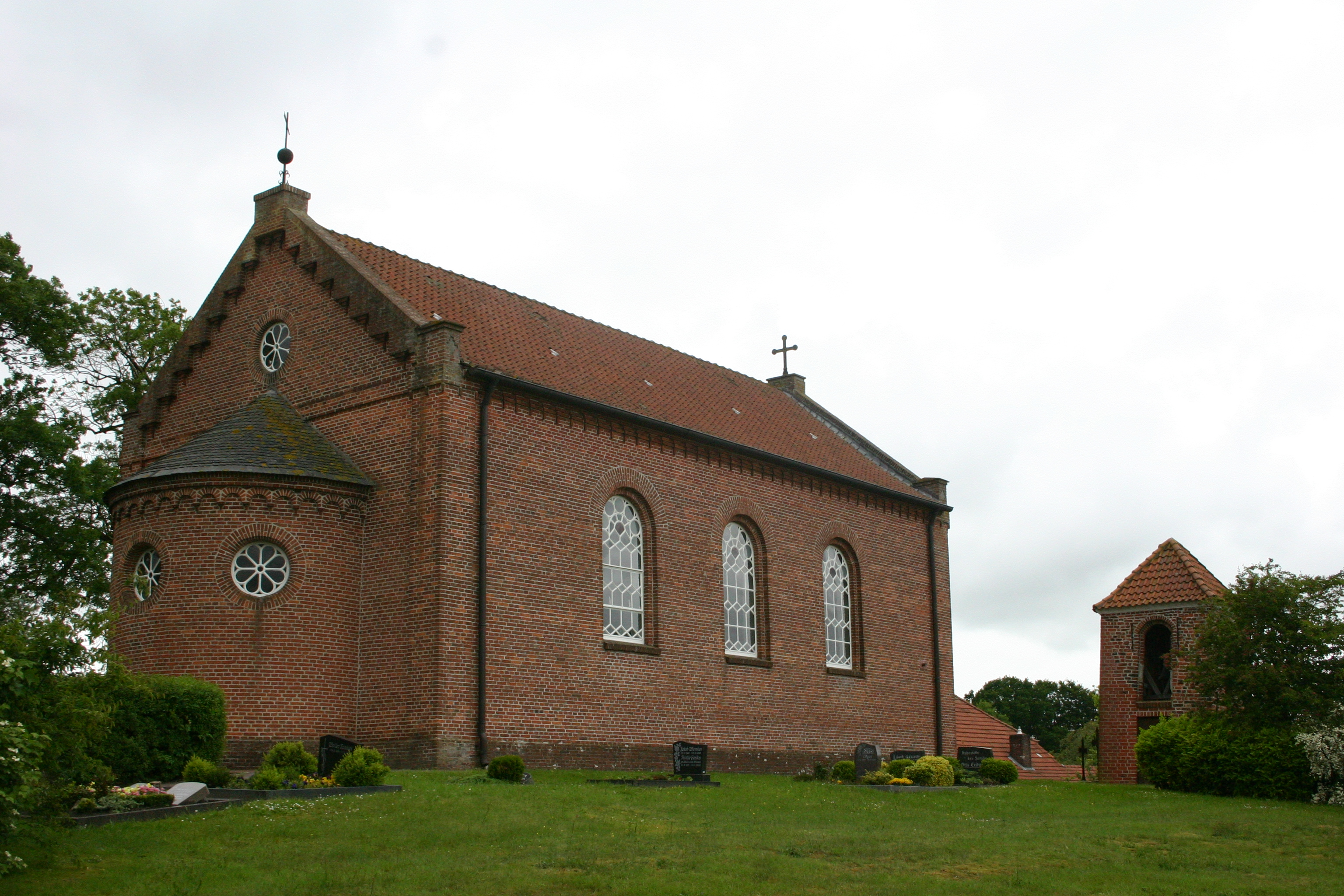
Kirche Fulkum

## Kultur und Sehenswürdigkeiten

### Naturschutzgebiet
Die Ochsenweide umfasst 67 Hektar und steht seit 1960 unter Naturschutz. Das Gebiet, das teils in der Gemeinde Moorweg liegt, ist seit 2019 Bestandteil des Naturschutzgebietes Ochsenweide, Schafhauser Wald und Feuchtwiesen bei Esens.

## Wirtschaft
Holtgast lebt hauptsächlich vom Tourismus. Die Anzahl der Ferienwohnungen ist hoch. Beliebt ist das kurtaxenfreie Holtgast auch wegen seiner Nähe zu Esens.
Neben dem Fremdenverkehr gibt es einige kleine und größere Unternehmen in Holtgast. Dazu gehören Betriebe des Metallbaues, Keramik, ein Autohaus, sowie verschiedene Dienstleistungsbetriebe.

## Verkehr
Holtgast besaß einen Haltepunkt an der Bahnlinie Ostfriesische Küstenbahn, der Haltepunkt Holtgast sowie der Streckenabschnitt Dornum – Holtgast – Esens wurden 1985 stillgelegt und 1986 abgebaut, es gibt jedoch Bürgerinitiativen, welche sich für eine Wiederaufnahme des SPNV auf der kompletten Küstenbahn einsetzen. Teile der Strecke sind jedoch im Privatbesitz.